# GE U23C
Тепловоз GE U23C — серия шестиосных тепловозов произведённых для использования на железных дорогах Бразилии и США в 1968 — 1976 гг.
На тепловозе установлен 12-ти цилиндровый дизельный двигатель с турбонаддувом мощностью 2300 л.с.
Тепловоз проектировался для применения в качестве грузового на тяжёлом профиле, поэтому приоритет был отдан увеличению силы тяги.
Кузов тепловоза капотного типа, опирается на две трёхосные тележки. На буферном брусе монтируется или буфера и винтовая упряжь либо автосцепка Джаннея.
170 тепловозов GE U23C были поставлены в Бразилию на дорогу Rede Ferroviária Federal, остальные работают в США, 20 на Atchison, Topeka and Santa Fe Railway, 9 на Chicago, Burlington and Quincy Railroad, 5 на Lake Superior and Ishpeming Railroad, 19 на Penn Central Transportation Company.
В Бразилию первые 20 тепловозов были поставлены в собранном виде, остальные 150 были собраны из комплектующих, поставленных из США, на заводе в городе Кампинас. Тепловозы изготовленные в Бразилии имели больший вес (176 и 180 тонн вместо 165), и, следовательно бо́льшую осевую нагрузку.
Тепловозы GE U20C, GE U22C и GE U26C хотя и имеют схожий дизайн кузова, но весьма отличаются по характеристикам, так что путать их не следует.